# 희귀질환
희귀질환(稀貴疾患, rare disease)은 인구 중 적은 비중에만 영향을 미치는 모든 질환을 통틀어 이야기한다. 희귀병, 희귀질병이라고도 한다.
대부분의 희귀질환은 유전성이 있으므로 증후군이 즉시 발현하지 않는다고 하더라도 인생 전반에 존재한다. 수많은 희귀질환은 생애 초에 나타나며 희귀질환을 가진 어린이들 가운데 약 30%가 5살 생일을 맞기 전에 사망한다. 진단을 받은 개개의 환자만을 기준으로 보면 리보스-5-인산이성질체화효소는 가장 희귀한 유전 질환으로 간주된다.
글로벌 진스(Global Genes)는 전 세계에서 3억명 이상의 사람들이 미국에서 "희귀질환"으로 정의하는 7,000개 질환들 가운데 하나를 가지고 있다고 추정한다.

## 정의
희귀질환과 관련하여 널리 포용되는 단일의 정의는 존재하지 않는다. 일부 정의들은 질환을 앓고있는 사람들의 수에만 의존하며, 다른 정의들은 적절한 치료나 질병의 심각도의 존재와 같은 다른 요인들을 포함한다.

## 같이 보기
- 특발성 질환